# Lista de submarinos da Marinha Portuguesa
A lista de submarinos da Marinha Portuguesa, reúne os submarinos comissionados ou operados pela Marinha Portuguesa ao longo dos anos.
 Marinha Portuguesa

## ClasseEspadarte(1913-1928)
- NRP Espadarte (1913)

## ClasseFoca(1915-1934)
- NRP Foca (1915)
- NRP Golfinho (1915)
- NRP Hidra (1915)

## ClasseGlauco(1935)
Encomendados ao CRDA, mas confiscados pela Regia Marina em 1935.
- Glauco
- Otaria

## ClasseDelfim(1934-1950)
- NRP Delfim (1934)
- NRP Espadarte (1935)
- NRP Golfinho (1935)

## ClasseNarval(1947-1969)

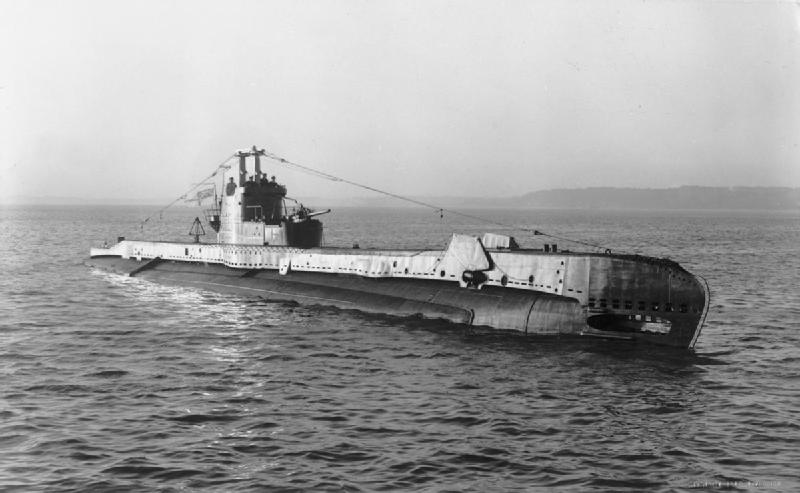
O HMS Spur antes da aquisição de Portugal e renomeação para NRP Narval.

- NRP Narval (adquirido em 1948)
- NRP Náutilo (adquirido em 1948)
- NRP Neptuno (adquirido em 1948)

## ClasseAlbacora(1967-2009)
- NRP Albacora (1967)
- NRP Barracuda (1968)

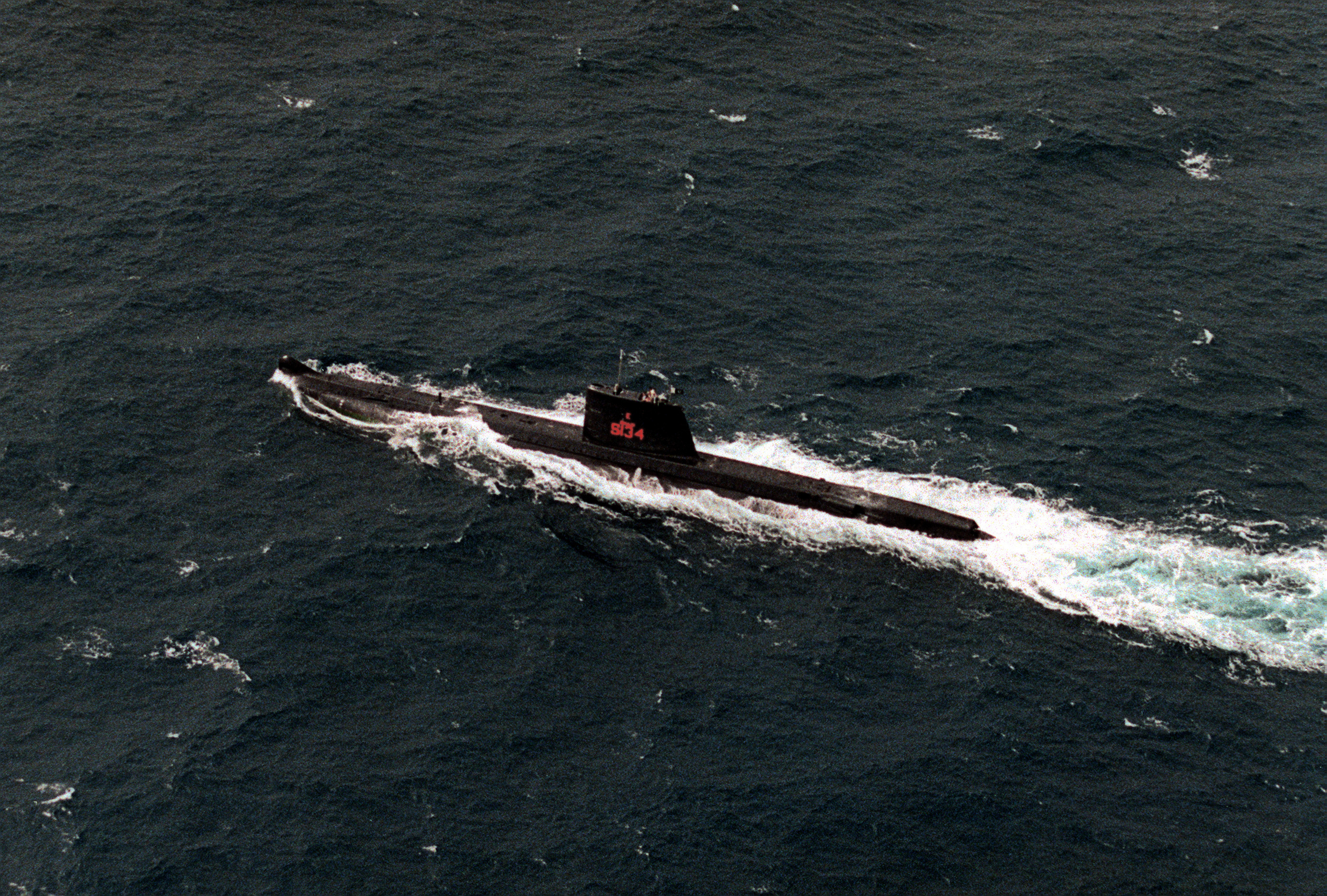
O NRP Cachalote (S165) em uso na Marinha Paquistanesa com o nome de PNS Ghazi.

- NRP Cachalote (1969) vendido ao Paquistão em 1975 e redesignado como PNS Ghazi.
- NRP Delfim (1969)

## ClasseTridente(2009-atualmente)
- NRP Arpão (2009)
- NRP Tridente (2011)